# Tall Hujayrat Al-Ghuzlan

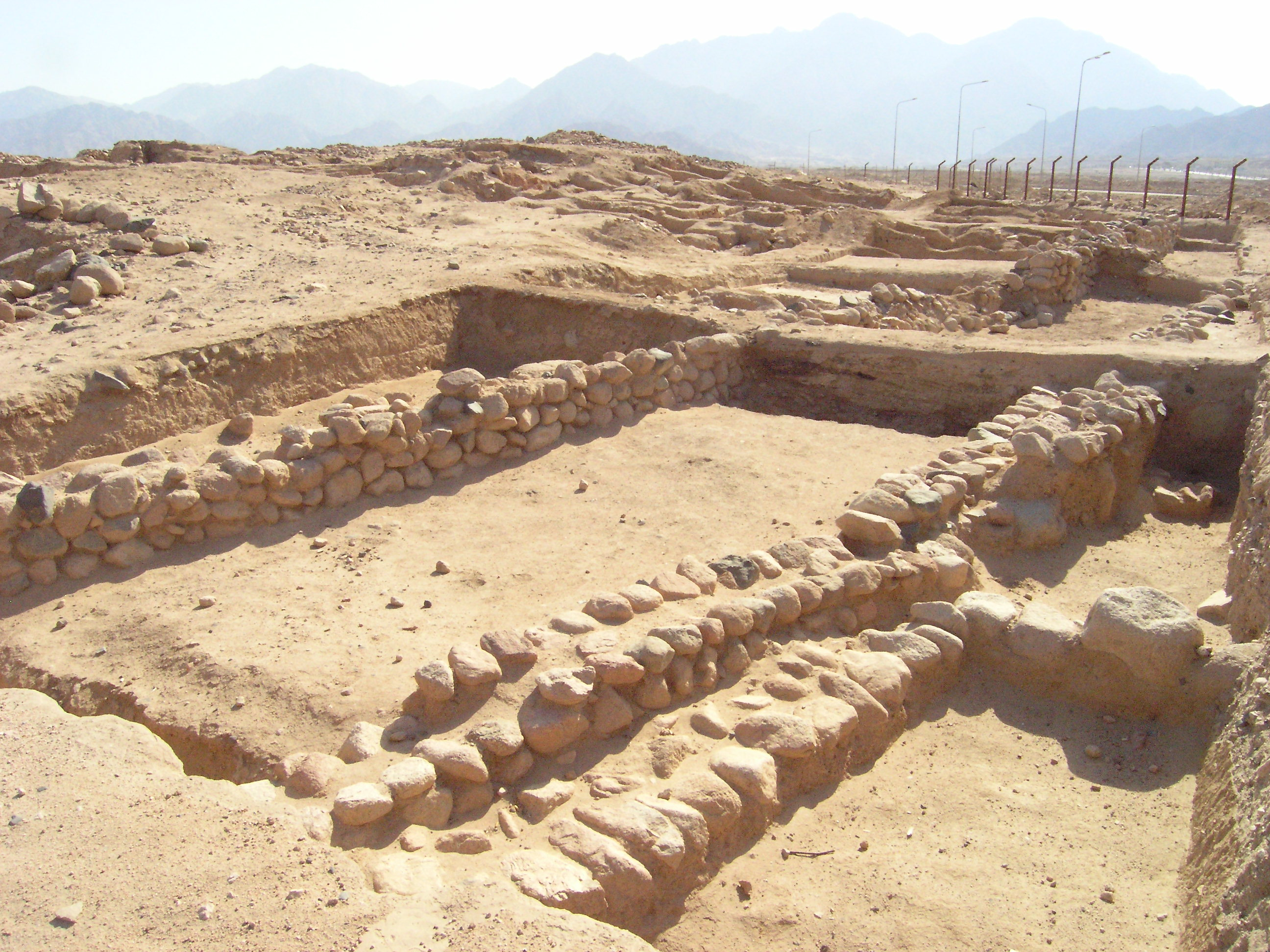
O sítio de Tall Hujayrat Al-Ghuzlan.

Tall Hujayrat Al-Ghuzlan é um sítio arqueológico da Idade do Cobre localizado por volta de quatro quilômetros ao norte da cidade de Aqaba, na Jordânia. Este sítio e o vizinho Tall Al-Magass mostram grandes evidências de produção e comércio de cobre na região durante a antiguidade.
O local foi descoberto por arqueólogos da Universidade da Jordânia. Eles encontraram uma construção cujas paredes continham desenhos de humanos e animais que sugeriam um local religioso. Os habitantes tinham desenvolvido um grande sistema para irrigação de plantações. Os arqueólogos também descobriram vários jarros de barro, sugerindo que a produção de cobre era uma grande indústria da região (potes possivelmente eram usados para derreter o metal). Estudos científicos revelaram que o local já tinha passado por dois grandes terremotos, com o segundo deixando o local completamente destruído.